# Stefan Wisniewski
Stefan Werner Wisniewski (Klosterreichenbach, Baiersbronn, Baden-Württemberg, Alemanya Occidental, 8 d'abril de 1953) és un activista polític alemany, exmilitant de la segona generació del grup armat Fracció de l'Exèrcit Roig (RAF).

## Trajectòria

### Joventut
Wisniewski va ser fill de Gisela, una viuda de Prússia Oriental, mare de tres i esposa de Stanislaw Wisniewski, de Kutno, Polònia, un antic treballador forçat del Servei Laboral Alemany durant la Segona Guerra Mundial, que va morir el 9 d'octubre de 1953 a Tübingen, Alemanya Occidental. El seu pare no havia tornat al seu país d'origen, ja que no li agradava el govern comunista de Polònia. Durant la seva joventut, la mare de Wisniewski el va avisar que no parlés del passat del seu pare, ja que no un bon nombre d'antics membres de les Schutzstaffel (SS) i les Sturmabteilung (SA) nazis, vivien al poble.
El 1968 va abandonar el seu aprenentatge com a electricista, i va ser obligat a viure en un reformatori entre els anys 1969-1970, del qual es va escapar en set ocasions en menys d'un any. En aquella època, els futurs membres de la RAF, Ulrike Meinhof i Gudrun Ensslin, protestaven contra aquest tipus d'institucions. Després del seu alliberament, es va mudar a Hamburg, on va treballar com a enginyer a bord d'un navili. En el curs dels seus viatges, va dir que havia conegut les males condicions de vida del Tercer Món.

### Militància a la RAF
A Hamburg, es va relacionar amb l'escena esquerrana. Va protestar contra la detenció de militants de la RAF i va participar en protestes contra la premsa conservadora d'Axel Springer. Després de la mort de Holger Meins, un membre de la RAF, com a resultat d'una vaga de fam, el 1974 es va unir al grup. Un any més tard, el 1975, va passar a la clandestinitat i a l'estiu de 1976, ja estava en un camp d'entrenament del Front Popular per a l'Alliberament de Palestina (FPAP) al Iemen del Sud.
L'agost de 1977 va participar en l'assalt a un banc d'Essen per a finançar el planificat segrest de Hanns Martin Schleyer, un empresari i exoficial nazi de les SS. Wisniewski no només va formar part del grup que va segrestar a Schleyer sinó també dels qui va tirotejar als guardaespatlles en el lloc del segrest. Mentre els assaltants disparaven als escortes i al cotxe de Schleyer, Wisniewski va conduir la camioneta en la qual es van emportar al segrestat. Es creu que Wisniewski, a qui anomenaven Die Furie ('La Fúria'), va ser qui va traslladar Schleyer al maleter d'un vehicle des de Colònia fins a l'altre grup que el va ocultar a Brussel·les, Bèlgica. Setmanes després, Schleyer va ser executat a trets en un bosc com a conseqüència que els passatgers segrestats del vol 181 de Lufthansa fossin rescatats per una unitat del GSG 9, seguint les negociacions pel polític alemany Hans-Jürgen Wischnewski. Segons acusacions d'antics membres de la RAF, Wisniewski i Rolf Heissler van ser els assassins directes de Schleyer.

### Presó i alliberament
L'11 de maig de 1978 va ser arrestat a l'Aeroport de París-Orly i va ser extradit cap a l'Alemanya Occidental. Amb posterioritat al seu arrest, es va comportar de manera agressiva: durant el seu interrogatori, va assaltar al jutge de custòdia en ple tribunal, després de saltar dues taules fins que va ser sotmès pels guàrdies. Per això, va ser condemnat a 8 mesos de presó. El 28 de març de 1979 va intentar escapar de presó amb un ganivet i una tisora, aconseguint sotmetre a un dels guàrdies. Finalment, va ser sotmès i confinat a una cel·la de seguretat, però mentre se'l traslladava de nou a presó, va atacar al director de la presó amb una mitja farcida de bateries. Després d'això, va iniciar una vaga de fam, però va ser obligat a alimentar-se. El 4 de desembre de 1981 va ser condemnat a presó perpètua per homicidi, segrest, coerció d'un òrgan constitucional i militància en una organització terrorista. Va comentar el veredicte dient que tant li fotia.
En una entrevista de 1997 al periòdic alemany Die Tageszeitung va considerar l'assassinat de Schleyer com a un «desastre». Va explicar que alliberar a l'ostatge sense rebre res a canvi hagués estat una mostra de feblesa. El mateix any, l'escriptora polonesa Hanna Krall el va entrevistar i va escriure una història sobre ell mateix. El 1999 va ser alliberat de presó en llibertat condicional. El jutge va considerar la renúncia a les seves accions, un fet creïble.
El 2007, els exmilitants de la RAF Peter-Jürgen Boock i Verena Becker van declarar que Wisniewski havia format part del tiroteig contra el fiscal general de la República Federal d'Alemanya Siegfried Buback, qui va ser assassinat per la RAF el 1977. La participació de Wisniewski va passar a ser investigada per la policia.